# La Main noire (film, 1950)
Pour plus de détails, voir Fiche technique et Distribution.
La Main noire (Black Hand) est un film américain réalisé par Richard Thorpe, sorti en 1950.

## Synopsis
Un soir de l'année 1900, Roberto Columbo, un avocat italien vivant dans le quartier de Little Italy, rencontre secrètement la police pour leur montrer une lettre de menaces qu'il a reçue du célèbre gang de la Main noire. Cette lettre lui laisse comme alternative de payer pour sa protection ou de mourir. À peine a-t-il commencé à décrire certains des membres du gang que deux gangsters font irruption et le tuent. Sa veuve éplorée décide alors de retourner en Italie avec son fils Johnny.
Huit ans plus tard, Johnny revient à New York après la mort de sa mère, avec l'idée de venger son père et de mettre fin aux agissements de la Main noire. Il retrouve Isabella Gomboli, une amie d'enfance, qui le met en garde contre l'idée d'une "vendetta" et l'incite à créer plutôt une ligue citoyenne. Johnny rejette d'abord la suggestion d'Isabella, et cherche à rencontrer Moriani, l'ancien propriétaire de l'hôtel où son père a été tué. Peu après cette rencontre, Moriani est retrouvé mort. Pour l'aider, Louis Lorelli, un officier de police ami du père de Johnny, lui offre un travail dans le New Jersey. Quand il découvre que Francesco, le fils du tailleur Benny Danetta, a été enlevé par la Main noire, Johnny décide finalement de suivre l'avis d'Isabella et créer une ligue de citoyens. Francesco est libéré peu après la tenue de la première réunion de la ligue, mais Johnny est battu par des hommes du gang pour avoir organisé ce groupe de défense. Plus tard, une enquête de Johnny mène à l'arrestation de George Allani, accusé d'avoir posé une bombe devant une épicerie. Lors du procès, le commerçant est sur le point d'identifier le coupable lorsqu'il voit des membres du gang lui faire un signe de mort. Apeuré, il refuse de le reconnaître et Allani va être libéré. Mais au dernier moment, il s'avère qu'Allani est un nom d'emprunt et qu'il est en fait George Tomasino, un réfugié italien. Le juge ordonne son extradition, ce qui donne à Lorelli l'idée de se rendre en Italie pour comparer sa liste de suspects avec les informations de la police italienne. À Naples, Lorelli est tué par des membres de la Main noire juste après avoir envoyé à Johnny une liste de criminels italiens. À New York, la Main noire a enlevé Rudi, le jeune frère d'Isabella, et demande la liste en question comme rançon. En tentant de libérer Rudi, Johnny est capturé mais il arrive à s'échapper en faisant exploser une bombe qui tue toute la bande sauf Caesar Xavier Serpi. Plus tard, celui-ci défie Johnny au couteau, mais c'est Johnny qui le tue. Avec la liste de Lorelli aux mains de la police, Johnny est sûr d'avoir mis fin à la Main noire à New York.

## Fiche technique
- Titre original : Black Hand
- Titre français : La Main noire
- Réalisation : Richard Thorpe
- Scénario : Luther Davis
- Direction artistique : Cedric Gibbons, Gabriel Scognamillo
- Décors : Edwin B. Willis
- Costumes : Walter Plunkett
- Photographie : Paul Vogel
- Son : Douglas Shearer
- Montage : Cotton Warburton
- Musique : Alberto Colombo
- Production : William H. Wright
- Société de production : Metro-Goldwyn-Mayer
- Société de distribution : Loew's Inc.
- Pays de production :  États-Unis
- Langue originale : anglais
- Format : noir et blanc — 35 mm — 1,37:1 — son Mono (Western Electric Sound System)
- Genre : film dramatique
- Durée : 92 minutes
- Dates de sortie : 
  - États-Unis : 17 mars 1950
  - France : 23 novembre 1951

## Distribution
- Gene Kelly : Johnny Columbo
- J. Carrol Naish : Louis Lorelli
- Teresa Celli : Isabella Gomboli
- Marc Lawrence : Caesar Xavier Serpi
- Frank Puglia : Carlo Sabballera
- Barry Kelley : Capitaine Thompson
- Mario Siletti : Benny Danetta
- Carl Milletaire : George Allani / George Tomasino
- Peter Brocco : Roberto Columbo
- Eleonora Mendelssohn : Maria Columbo
- Grazia Narciso : Mme Danetta
- Maurice Samuels : Moriani
- Burk Symon : le juge
- Bert Freed : le procureur
- Mimi Aguglia : Mme Sabballera
- Baldo Minuti : Bettini
- Carlo Tricoli : Pietro Riago
- Marc Krah : Lombardi
- Jimmy Lagano : Rudi Gomboli
- Phyllis Morris : Mary "le trèfle"

Acteurs non crédités
- David Bond : Saturnine
- Almira Sessions : une touriste

## Autour du film
- Selon un numéro de Hollywood Reporter de septembre 1948[1], même si ce film est une fiction, il est basé sur des faits réels : un syndicat du crime appelé "Black Hand", originaire d'Italie, opérait aux États-Unis à la fin du XIXe siècle et au début du XXe siècle.